# Син-мубалит
Син-Мубалит је био владар Прве вавилонске династије. Према доњој хронологији, владао је од 1748. до 1729. године п. н. е. 

## Владавина
Син-Мубалит је на престолу наследио свога оца Апил-Сина. Јачање Ларсе довело је до коалиције Урука, Исина, Вавилона и Рапикума која је поражена од стране Рим-Сина. Савезничка војска потучена је 1810. године п. н. е. (средња хронологија). Око 1800. године п. н. е. Син-Мубалит и Рим-Син склапају савезништво против државе Исин. Она 1794. године п. н. е. пада под Рим-Синовим нападима, а од њеног освајања окористила се и вавилонска држава.
Син-Мубалитов син и наследник био је Хамураби. Под њим ће царство достићи свој врхунац и обухватати просторе читаве Месопотамије.

## Краљеви Прве вавилонске династије
| Краљ         | Владавина                                   | Коментар                                                               |
| ------------ | ------------------------------------------- | ---------------------------------------------------------------------- |
| Сумуабум     | око 1830—1817 п. н. е. (Кратка хронологија) | Оснивач дианстије                                                      |
| Суму-ла-Ел   | око 1817—1781 п. н. е.                      |                                                                        |
| Сабиум       | око 1781—1767 п. н. е.                      |                                                                        |
| Апил-Син     | око 1767—1749 п. н. е.                      |                                                                        |
| Син-мубалит  | око 1748—1729 п. н. е.                      |                                                                        |
| Хамураби     | око 1728—1686 п. н. е.                      | Царство достиже врхунац, простире се на територији читаве Месопотамије |
| Шамсу-Илуна  | око 1686—1648 п. н. е.                      |                                                                        |
| Абиешу       | око 1648—1620 п. н. е.                      |                                                                        |
| Ами-дитана   | око 1620—1583 п. н. е.                      |                                                                        |
| Ами-садука   | око 1582—1562 п. н. е.                      |                                                                        |
| Шамсу-Дитана | око 1562—1531 п. н. е.                      | Пад Вавилона                                                           |